# Positio
Nella Chiesa Cattolica, una positio (Positio super Virtutibus) è un documento o una collazione di documenti usata nel processo tramite cui una persona è dichiarata Venerabile, il secondo dei quattro passaggi per la sua canonizzazione come santo. La positio raccoglie l'evidenza ottenuta da un'inchiesta diocesana sulle virtù eroiche per la presentazione di tale inchiesta in un documento da presenta al Dicastero delle cause dei santi. Al momento della presentazione, la positio è esaminata da una commissione di esperti storici e di teologi, e se loro riscontrano l'evidenza presentata idonea, loro possono poi raccomandare al Papa che il candidato sia dichiarato Venerabile.
Una positio può superare anche le 1.000 pagine di lunghezza. Il tempo tra la preparazione di una positio e la raccomandazione della commissione storico-teologica può essere spesso lunga decenni.